# Can Bes
Can Bes o Mas Bes és una masia aïllada del poble de Salitja, al terme municipal de Vilobí d'Onyar (Selva), que forma part de l'Inventari del Patrimoni Arquitectònic de Catalunya. El nom de "Bes" prové del cognom dels antics propietaris. Des de fa diverses generacions és propietat de la família Viñolas (Viñolas Culubret, Viñolas Gironès, Viñolas Esteva, i ara Viñolas Puig).

## Granja
El mas compta amb 1.200 caps de bestiar, una planta de biogàs, tres cases de turisme rural i ofereix visites guiades a les instal·lacions i cursos de dietètica i nutrició. El juliol de 2015 va incorporar una agrobotiga per a vendre productes propis com derivats de la llet i carn de vacú, i va obrir una exposició permanent que a través de més de mig miler d'eines repassa el treball al món rural els últims segles.
L'explotació agropecuària ha rebut diversos reconeixements com el Premi a la Innovació Tecnològica Agroalimentària (PITA) 2012, per la implementació de diverses innovacions en tota l'explotació, la informatització de la sala de munyir, l'aprofitament de les dejeccions ramaderes per a l'obtenció de biogàs i la projecció de tot el sistema d'explotació de manera docent mitjançant visites programades d'escoles. El 2014 fou reconeguda amb la Vaca d'or per ser la cinquena millor explotació en producció lletera.

## Edifici

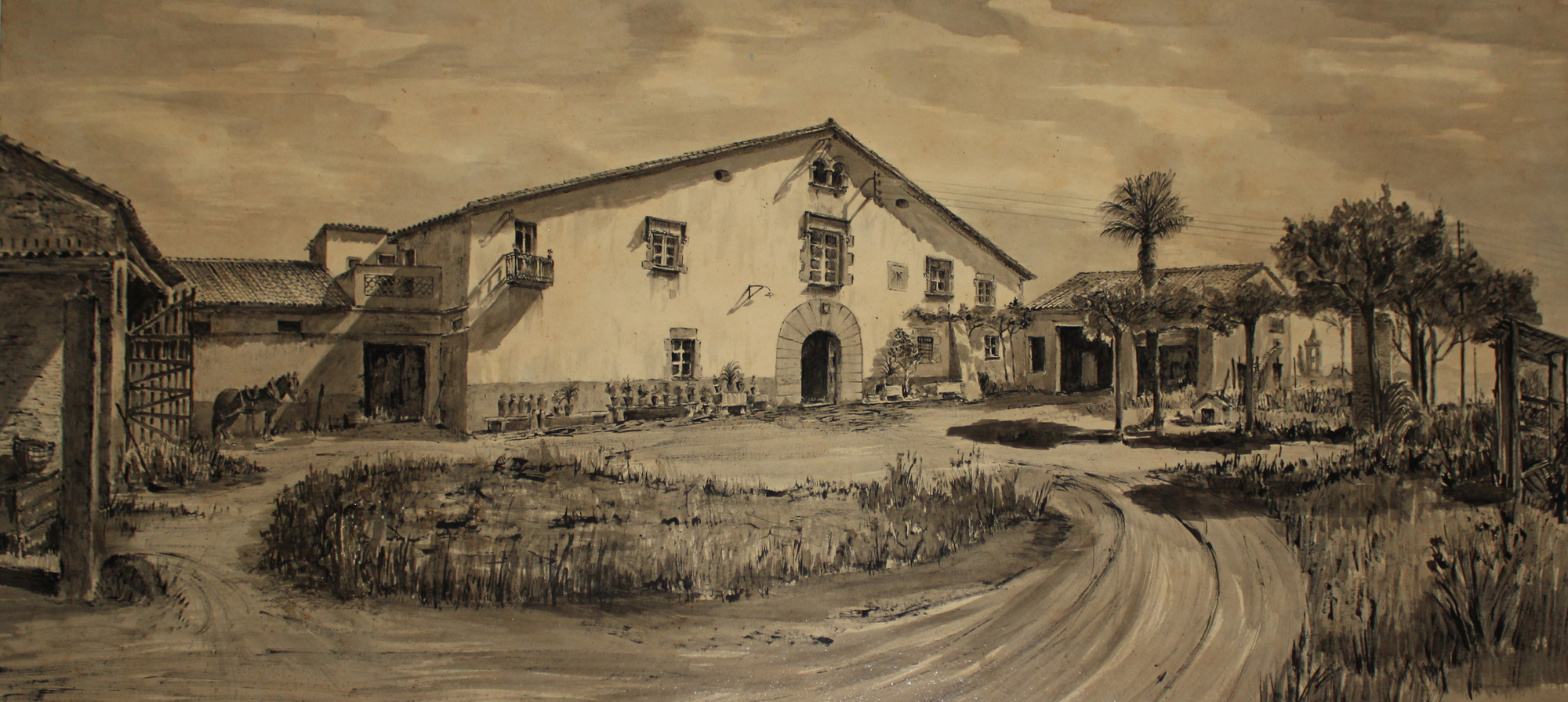
Quadre de Josep Sala (1968).

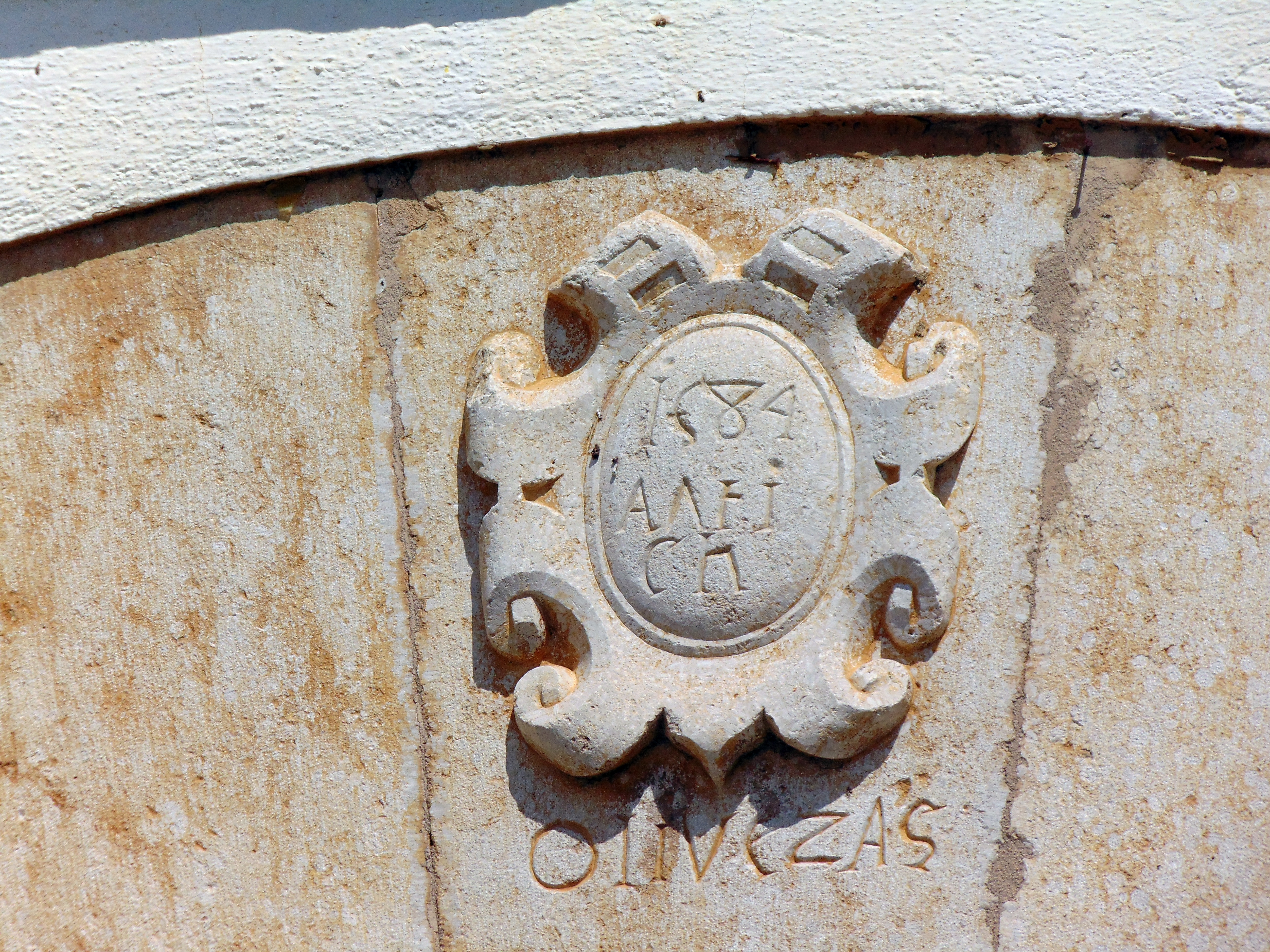

És un edifici de dues plantes i golfes, vessants a laterals i cornisa catalana d'un ràfec de teules. La construcció original era de tres crugies i posteriorment es va ampliar amb dues més als laterals. La façana principal presenta un portal d'arc de mig punt de grans dovelles amb un escut esculpit a la clau amb la data inscrita de 1584 i el nom "OLIVERAS", ja que antigament la masia s'anomenava Ca n'Oliveres de Munt. A banda i banda hi ha dues finestres amb la llinda decorada amb motiu de fulla de roure. També són molt interessants les tres finestres del primer pis, la central més gran, d'estil renaixentista amb motiu ornamental de fulla de roure a la llinda i guardapols decorat amb caps d'angelets als extrems. A les golfes hi ha una finestra geminada d'arcs de mig punt i dos respiralls ovalats, un per banda. Les finestres dels extrems, corresponents a l'ampliació, s'han fet també emmarcades amb pedra. Totes les obertures de la planta baixa estan protegides amb reixes treballades de ferro forjat. Al costat esquerre trobem al primer pis una obertura amb balcó de barana de ferro.
L'interior, tot i haver estat reformat, conserva les voltes de rajol de les naus laterals i l'escala de pedra d'accés al primer pis. El paviment original ha estat substituït per terratzo i la volta de la sala principal per un sostre pla de guix. El parament és arrebossat i pintat de blanc amb un sòcol d'uns 80 cm pintat de color granat. A la façana hi ha també un rellotge de sol pintat que reprodueix la data de 1584. El mas té diferents construccions annexes adossades, com les quadres al costat esquerre reconvertides en habitatge l'any 2002, i el cos del darrere ampliat també com un altre habitatge, can Peremàrtir. A l'entorn immediat hi ha els coberts que guarden el bestiar de l'explotació ramadera que encara ara funciona com a tal.